# Ludwig Leo (Architekt)

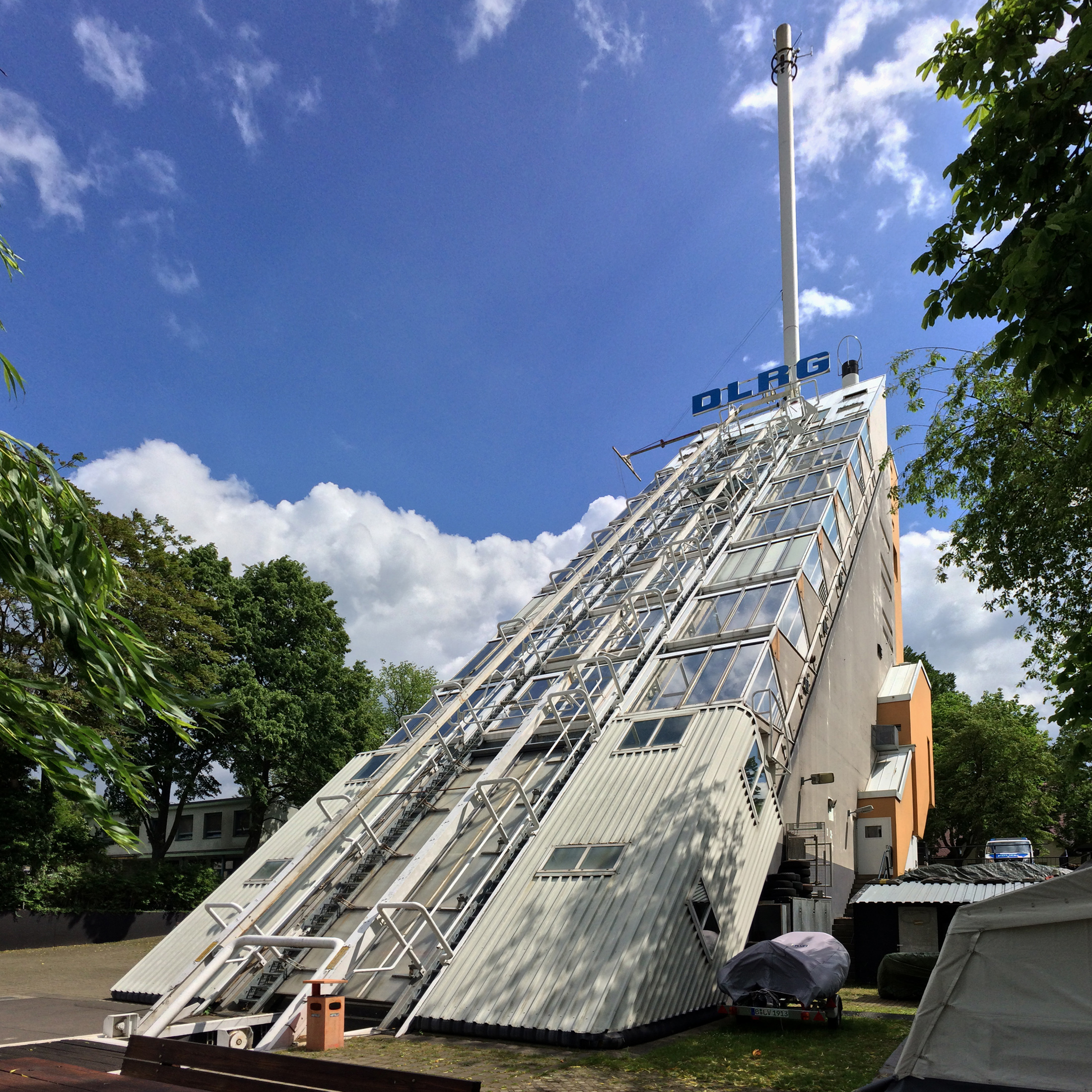
Bundeslehr- und Forschungsstätte der DLRG, 1967–1973

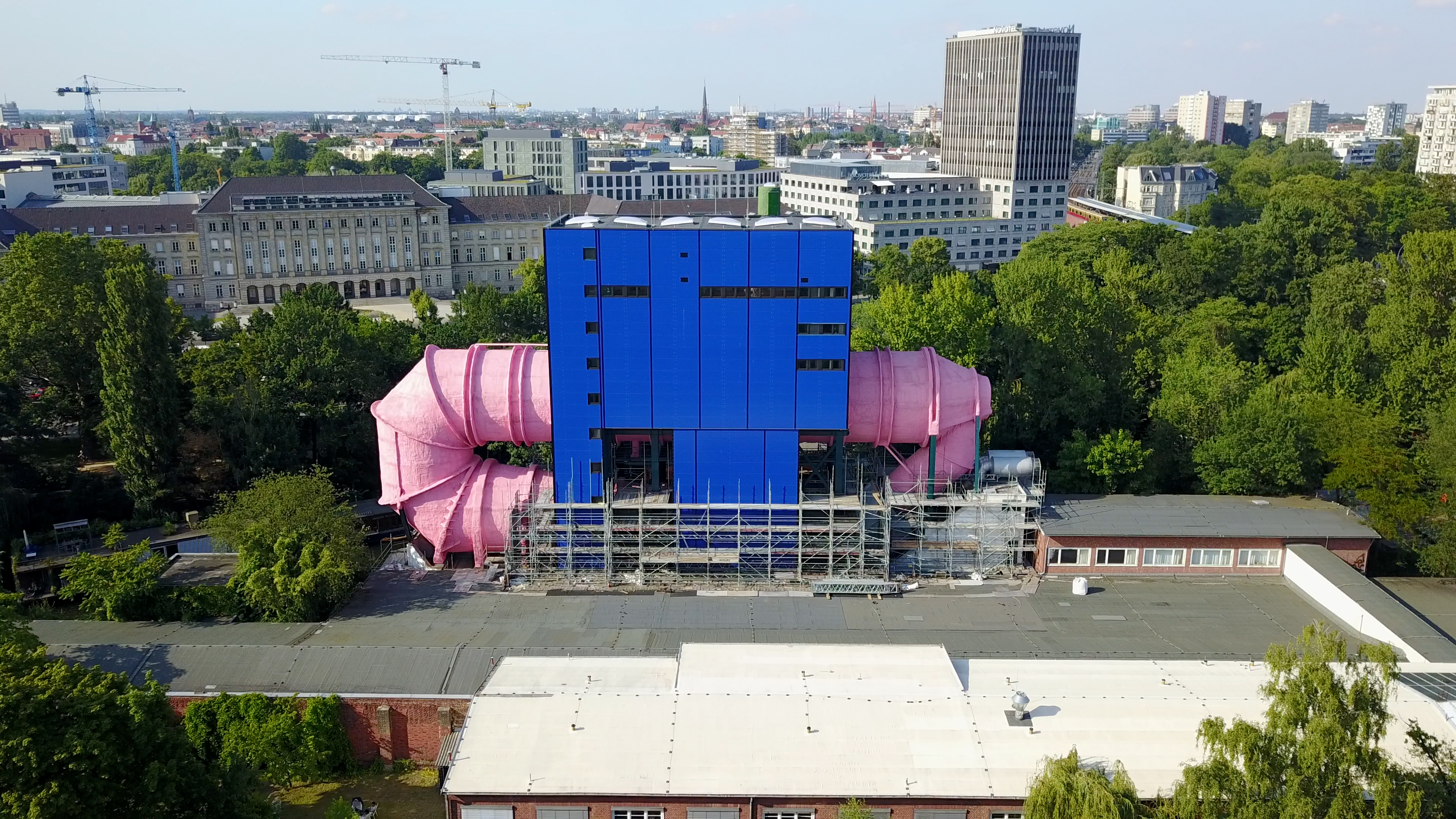
Umlauftank 2 der Versuchsanstalt für Wasserbau und Schiffbau, 1967–1974

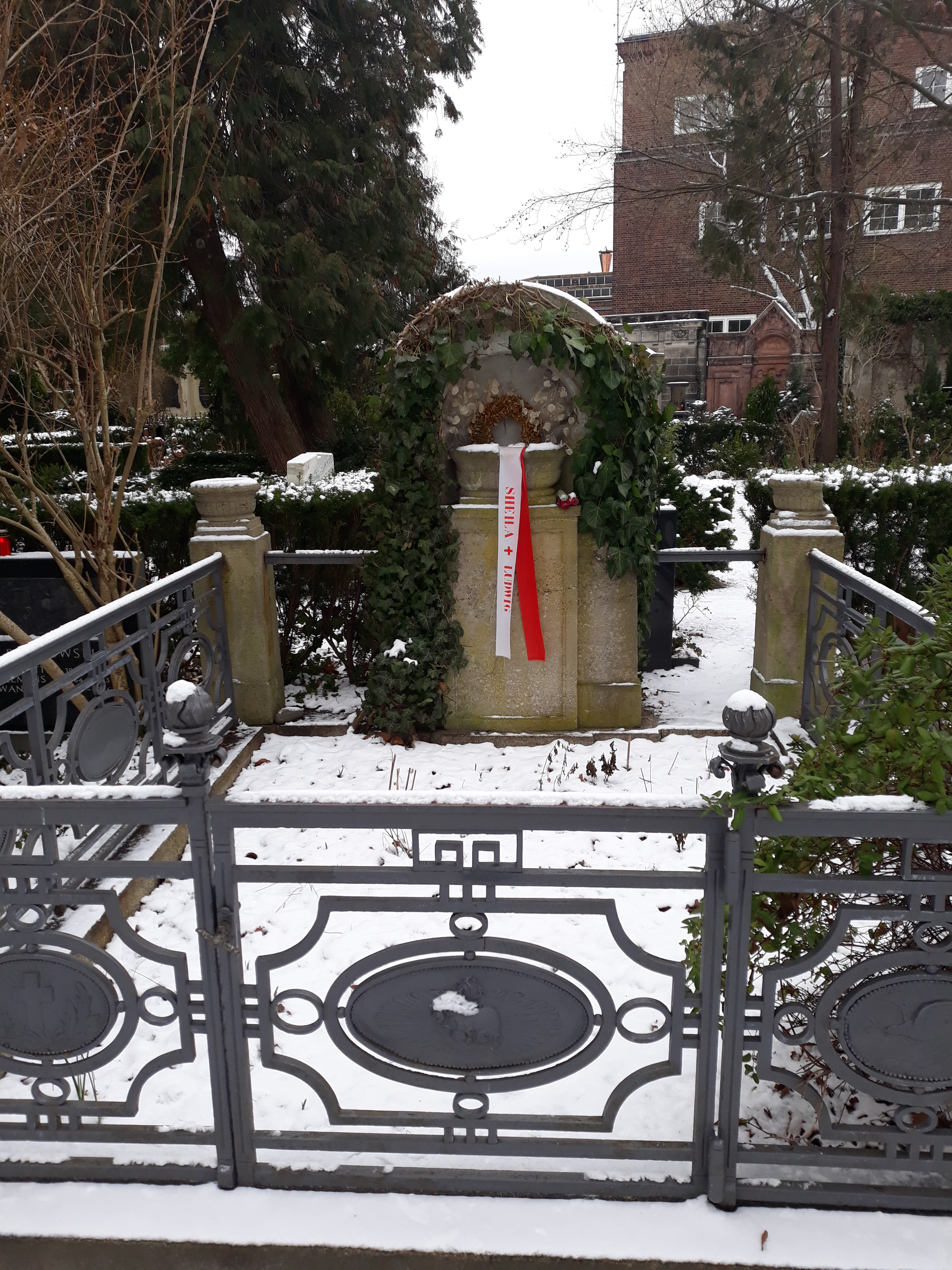
Das Grab von Ludwig Leo auf dem Friedhof Grunewald.

Ludwig Leo (* 2. September 1924 in Rostock als Hans-Ludwig Leo; † 1. November 2012 in Berlin) war ein deutscher Architekt.

## Leben
Unmittelbar nach dem Abitur 1942 wurde Leo als Soldat eingezogen. Er überlebte den Zweiten Weltkrieg als Invalide. 1948–51 studierte er an der Bauschule Hamburg Bauingenieurwesen. Anschließend ging er nach Berlin, wo er von 1951 bis 1954 an der Hochschule für Bildende Künste (HfBK), heute Universität der Künste Berlin (UdK), Architektur studierte. Im Grundstudium besuchte er u. a. Kurse bei Georg Neidenberger, Georg Leowald und Eduard Ludwig. Im Hauptstudium war er bei Günther Gottwald, Paul Baumgarten und Wils Ebert.
1953 besuchte er, zusammen mit Hans C. Müller, Stefan Wewerka, Hardt-Waltherr Hämer, dessen späterer Frau und Büropartnerin Marie-Brigitte Hämer-Buro sowie Ursula Kersten und Alfred Schinz den neunten CIAM-Kongress „Habitat“ in Aix-en-Provence. Die jungen Berliner präsentierten dort eine Analyse des Studentenwohnheims Eichkamp. Initiator der analytischen Arbeit und der gemeinsamen Reise nach Aix-en-Provence war Hubert Hoffmann.
In den Jahren 1953 bis 1955 war Leo immer wieder im Büro von Wassili und Hans Luckhardt (Berlin), wo er u. a. mechanische Funktionsmodelle für die von Hans Luckhardt betriebene Entwicklung verstellbarer Patentmöbel baute. 1953 war er vermutlich für einige Zeit im Büro von Paul Baumgarten beschäftigt, bei dem er auch studierte.
1954 konnte er als Student einige Wochen im Londoner Büro Yorke Rosenberg Mardall YRM Auslandserfahrungen sammeln und die britische Architektur kennenlernen. 1955 war Leo im Büro von Oswald Mathias Ungers in Köln. Zusammen mit Stefan Wewerka und Karl-Lothar Dietzsch arbeitete er dort am Entwurf für das Oberhausener Institut zur Erlangung der Hochschulreife mit.
Anfang 1956 kehrte er nach Berlin zurück und gründete er sein eigenes Architekturbüro. Parallel hierzu arbeitete er anfänglich noch für Sergius Ruegenberg und Wolf von Möllendorff, u. a. an der Feierhalle im Waldfriedhof Zehlendorf.
Zwischen 1965 und 1967 war Leo wissenschaftlicher Assistent bei Oswald Mathias Ungers an der Technischen Universität Berlin. Nur sein Seminar „Entwürfe für eine Gesamtoberschule“ im Wintersemester 1966/67 ist dokumentiert, nämlich in Form der Publikation „Veröffentlichungen zur Architektur Nr. 15“. Ab 1976 war er Professor für „Bauplanung mit besonderer Erfahrung auf den Gebieten der Sozialbauten und Schulen“ an der Hochschule der Künste Berlin, heute Universität der Künste Berlin (UdK), wurde aber bereits 1982 in den krankheitsbedingten Ruhestand versetzt. Seit 1973 war er Mitglied der Akademie der Künste in Berlin
Im Juli 2008 fand die Eröffnung eines Archivs mit Leo´s Plänen, Fotografien und Schriften in der Akademie der Künste statt.
Leo lebte bis zu seinem Tod in Berlin-Charlottenburg. Sein Grab befindet sich auf dem Friedhof Grunewald.

## Wirken
Leo war insbesondere in den „langen 1960er Jahren“ als bauender Architekt aktiv, hat aber nur wenige Bauten realisieren können. Seine Bauprojekte können als sozial engagierte und formal progressive Nachkriegsmoderne beschrieben werden, die programmatisch an der Avantgarde der Zwischenkriegszeit (Neues Bauen, Konstruktivismus, organische Architektur) anschloss und in der Auseinandersetzung mit den zeitgenössischen Herausforderungen und Strömungen der Architektur (Brutalismus, Rationalismus, Postmoderne) und der Kunst (Pop Art) zu teils sehr eigenwilligen Lösungen fand. Dieter Hoffmann-Axthelm bezeichnete ihn als „bedingungslosesten deutschen Funktionalisten seiner Zeit“.
Leo führte zeitlebens nur ein kleines Büro mit wenigen Mitarbeitern in den Räumen seiner Wohnung in Berlin-Charlottenburg. Er entwickelte keine architektonische Handschrift, sondern entwarf für jede spezifische Aufgabe eine funktional exakt justierte und ästhetisch sinnfällige Lösung. Ausgangspunkte seines Entwerfens waren funktionale Zusammenhänge, technische Aspekte sowie die zukünftigen Nutzer in ihrer Körperlichkeit und als soziale Akteure. Das kritische Hinterfragen von Planungsvorgaben und die kompromisslose Ausführung seiner Bauten bis in die Details zeichneten ihn aus, begründeten seinen legendären Ruf in den Architektenkreisen des damaligen West-Berlin und sind auch ein Grund für die wenigen Realisierungen. Leo bearbeitete fast ausschließlich öffentliche Bauaufgaben, insbesondere Gemeinschaftsbauten. Wiederkehrende Themen sind verdichtete Raumfolgen, bewegliche Elemente, präzise konzipierte Einbaumöbel und räumliche Konfigurationen, die das soziale Miteinander der Nutzer fördern sollen. Von Anfang an spielte auch die Farbigkeit seiner Bauten eine entscheidende Rolle.
Leos bekannteste Bauten sind der Umlauftank 2 der damaligen Versuchsanstalten für Wasserbau und Schiffbau VWS und die Bundeslehr- und Forschungsstätte der Deutschen Lebens-Rettungs-Gesellschaft DLRG (heute: Siegfried-John-Haus), beide 1967 entworfen. Der Umlauftank 2 auf der Schleuseninsel an der Straße des 17. Juni in Berlin-Tiergarten ist eine Anlage für schiffstechnische Modellversuche, die sich aus einer bis zu acht Metern durchmessenden, vertikal aufgestellten, rosafarbenen und 120 Meter langen Ringrohrleitung und einer darauf aufsitzenden, blauen Laborhalle zusammensetzt. Der Entwurf der bis heute weltweit größten Anlage ihrer Art stammte vom Wasserbauingenieur Christian Boës. Leo hatte die künstlerische Oberleitung inne. Die Anlage gehört heute zur Technischen Universität Berlin. Leos wichtigstes Gebäude ist die Bundeslehr- und Forschungsstätte der DLRG in Berlin-Spandau, ein im Aufriss dreieckiges, 11-geschossiges Bootshaus, das seine Form aus einem Schrägaufzug herleitet, der in die Fassade integriert ist und mit dessen Hilfe die Rettungsboote im Winter ursprünglich in den Obergeschossen des Hauses eingelagert wurden.
Die beiden Bauten sind spektakuläre Speziallösungen, die oft als Reaktion auf die zeitgenössische Architekturutopien (etwa der britischen Gruppe Archigram) rezipiert wurden und die in ihrer Zeichenhaftigkeit auf die Postmoderne vorausweisen. Leo hat sich nicht am Architekturdiskurs beteiligt und stand der Fachöffentlichkeit distanziert gegenüber. Von besonderer Bedeutung sind seine Zeichnungen, die er bis hin zu den Ausführungsdetails fast durchgehend selbst anfertigte und in die er Umrissfiguren einfügte, um sich der Maßstäblichkeit und konkreten Gebrauchsqualitäten seiner Entwürfe zu vergewissern. Seine kurzzeitige Lehre an der Hochschule der Künste HdK (heute: Universität der Künste Berlin UdK) in Berlin hat keine Schule begründet; sie zielte nicht auf formale Aspekte, sondern auf die minutiöse und kritische Auseinandersetzung mit Planungsaufgaben.
Namhafte Architekten wie Peter Cook, Norman Foster, Ernst Gisel und Josef Kleihues haben ihre Wertschätzung für Ludwig Leo bekundet, wobei die Rezeption des Leo’schen Werks oftmals formal orientiert war. Seine Bedeutung kann daran gemessen werden, dass – trotz einer kurzen Werkliste – bereits zu Leos Lebzeiten drei seiner Bauten unter Denkmalschutz gestellt wurden. Schüler von Ludwig Leo an der HdK, die sich öffentlich auf ihn beziehen, sind u. a. Max Dudler und Christoph Langhof.

## Auszeichnungen
1969 erhielt Ludwig Leo den Berliner Kunstpreis für Baukunst; er wurde 1988 mit dem Deutschen Kritikerpreis ausgezeichnet. Er war Mitglied der Berliner Akademie der Künste, an die er im Juni 2008 sein Archiv übergab, Emeritus der Hochschule der Künste Berlin und Honorary Fellow of Royal Institute of British Architects in London.

## Ausgewählte Bauten
- 1956–1959, 1966/67: Internationales Studentenwohnheim Eichkamp, Berlin-Westend, zusammen mit Georg Heinrichs und Hans C. Müller Lage
- 1957–1959: Kindertagesstätte in der Loschmidtstraße, Berlin-Charlottenburg Lage
- 1960–1964: Sporthalle Charlottenburg in der Sömmeringstraße, Berlin Lage
- 1960er Jahre: Wohnhausgruppe 906 im Märkischen Viertel, Berlin-Reinickendorf, Wilhelmsruher Damm 165–185Lage
- 1967–1971: Bundeslehr- und Forschungsstätte der DLRG, Berlin-Spandau Lage
- 1967–1974: Umlauftank 2 der Versuchsanstalt für Wasserbau und Schiffbau (VWS), Berlin-Tiergarten Lage

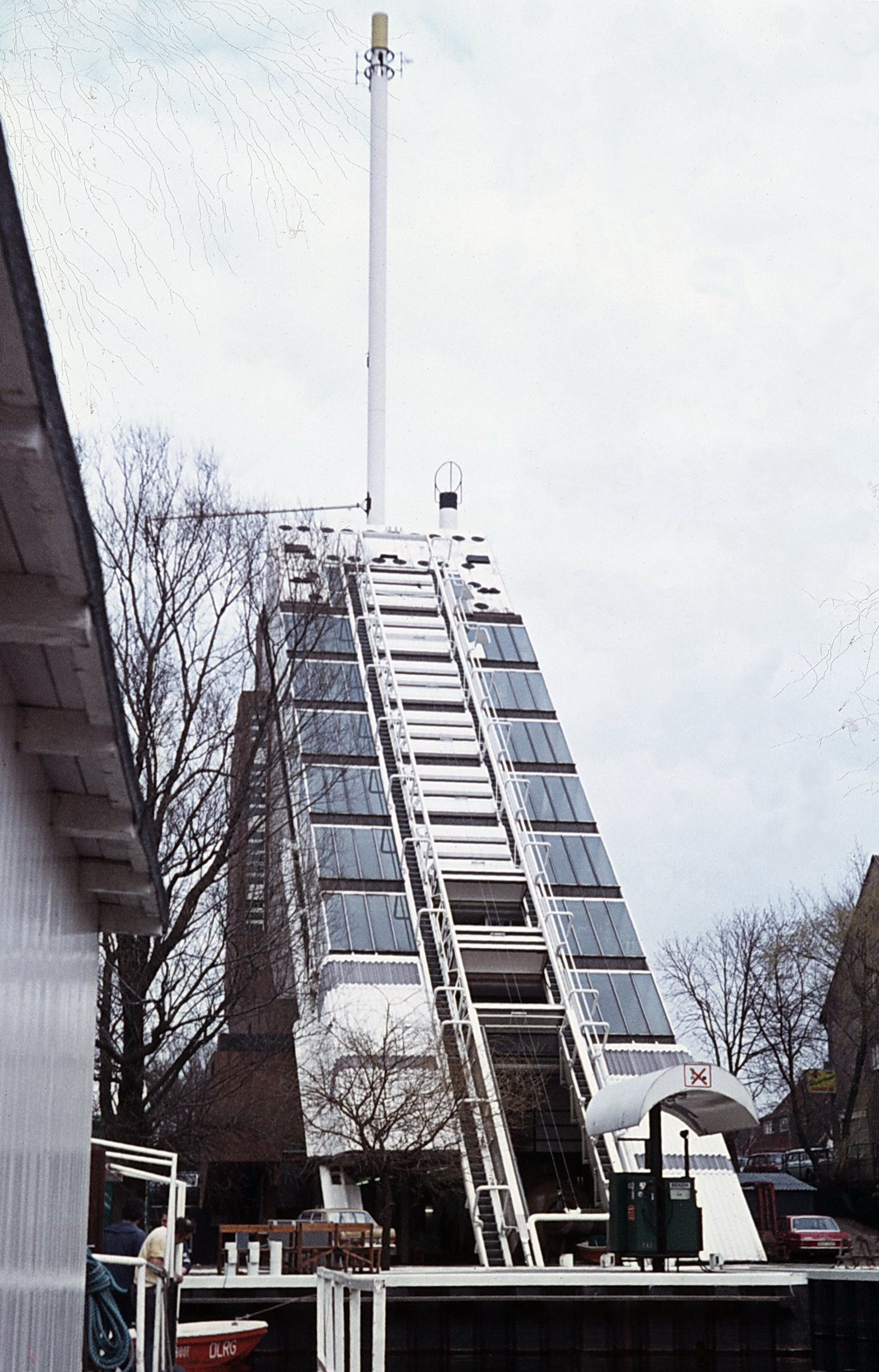
Ansicht der DLRG-Station von der Wasserseite (1974)
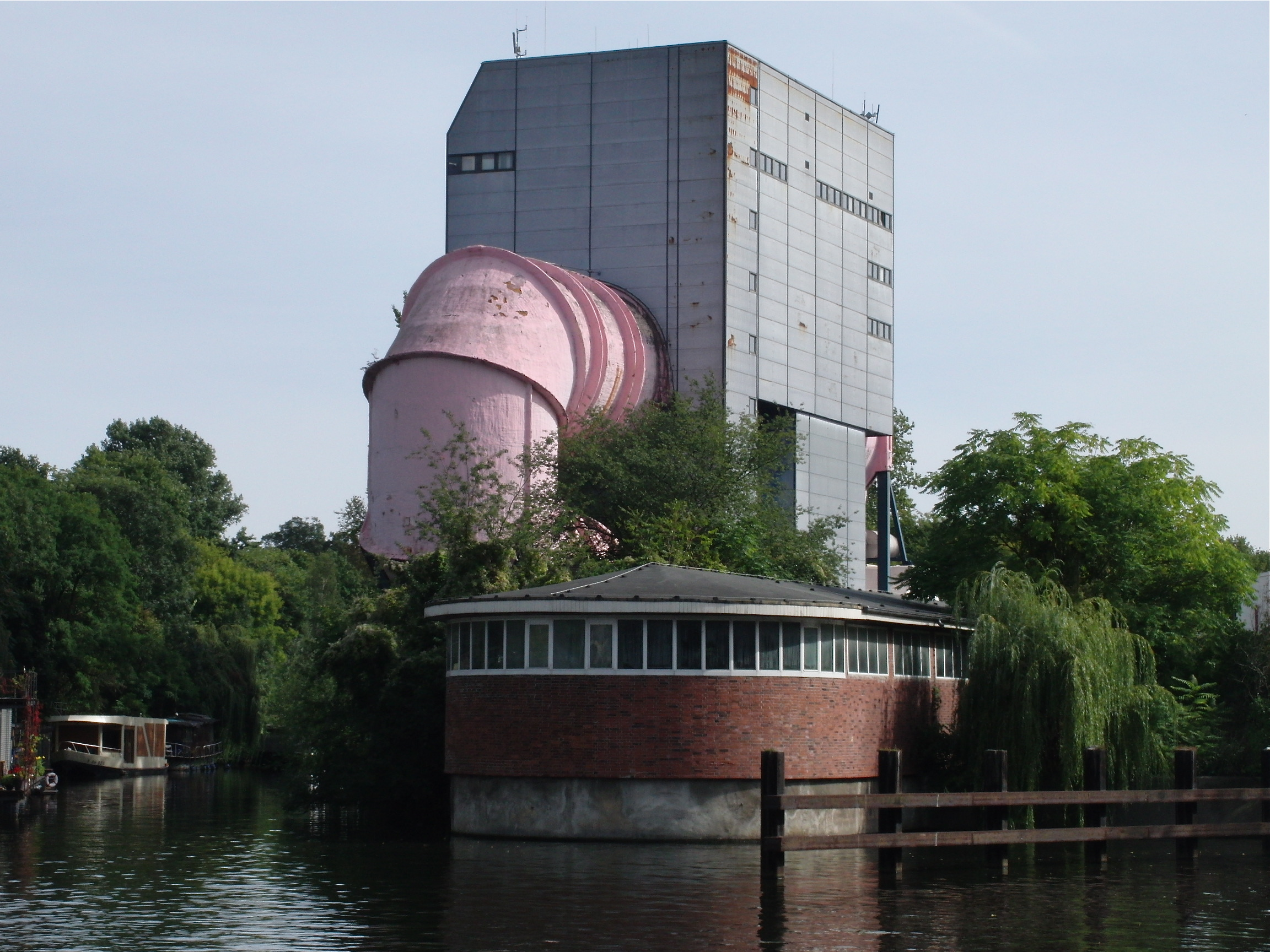
Versuchsanstalt für Wasserbau und Schiffsbau, Umlauftank (2012)
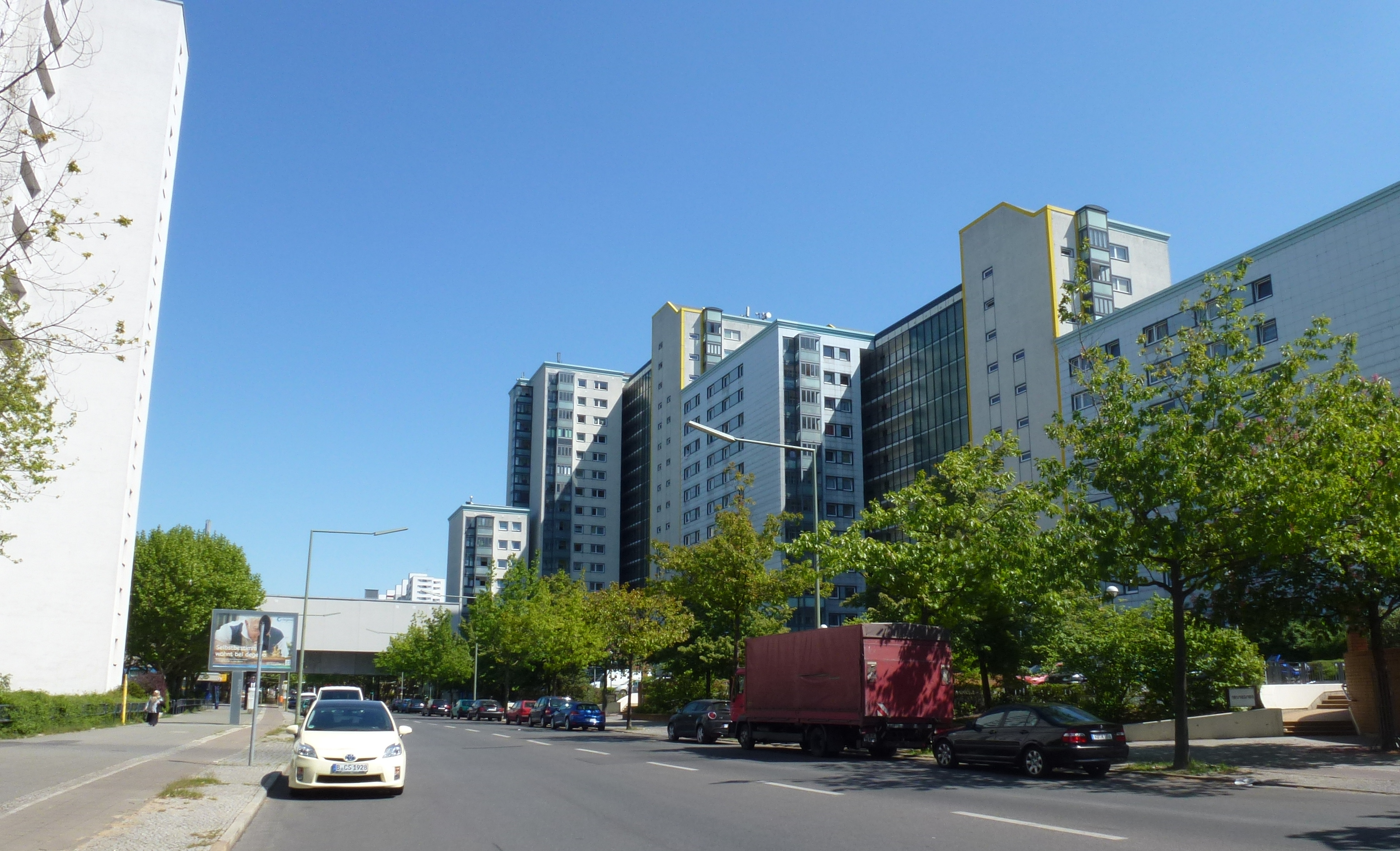
Märkisches Viertel, Wilhelmsruher Damm 165–185
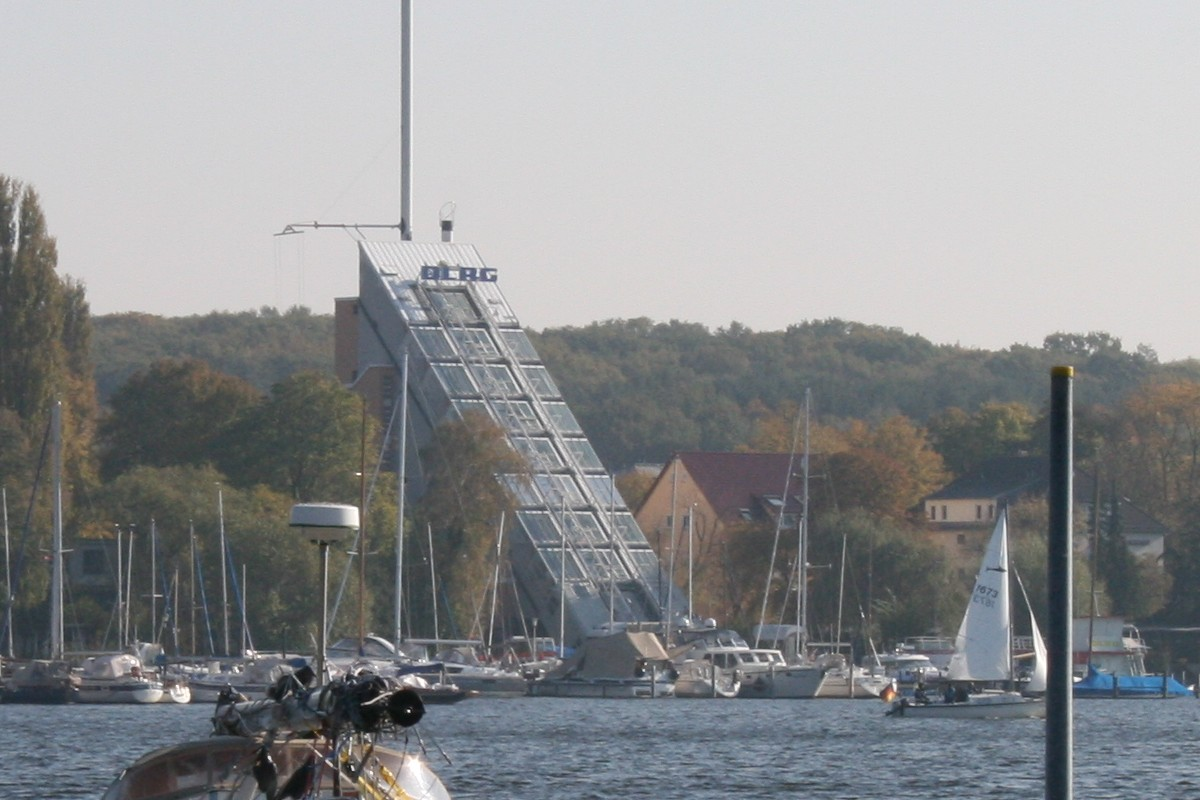
Bundeslehr- und Forschungsstätte der DLRG